# Seznam ultraprominentních vrcholů v Japonsku

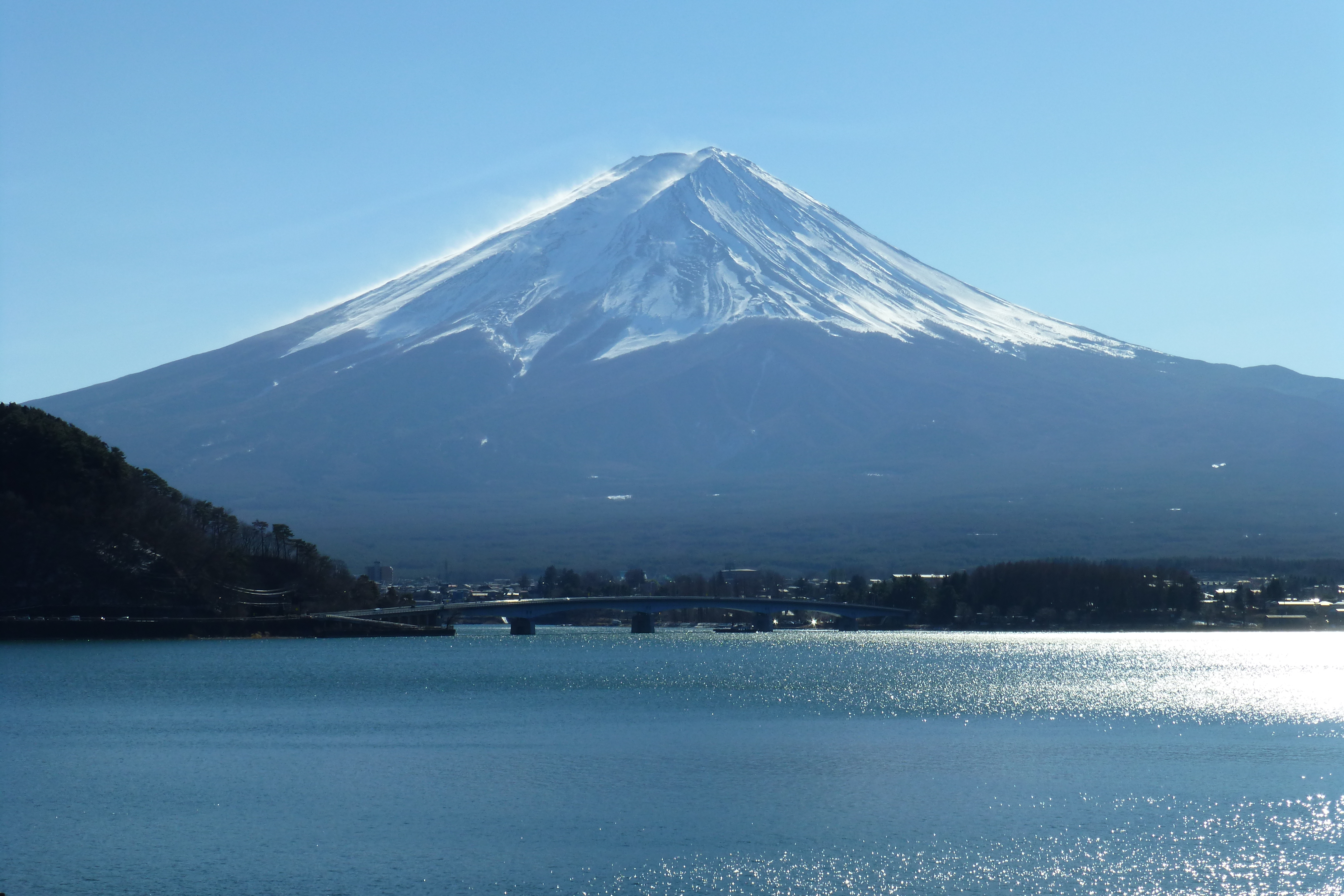
1. Fudži

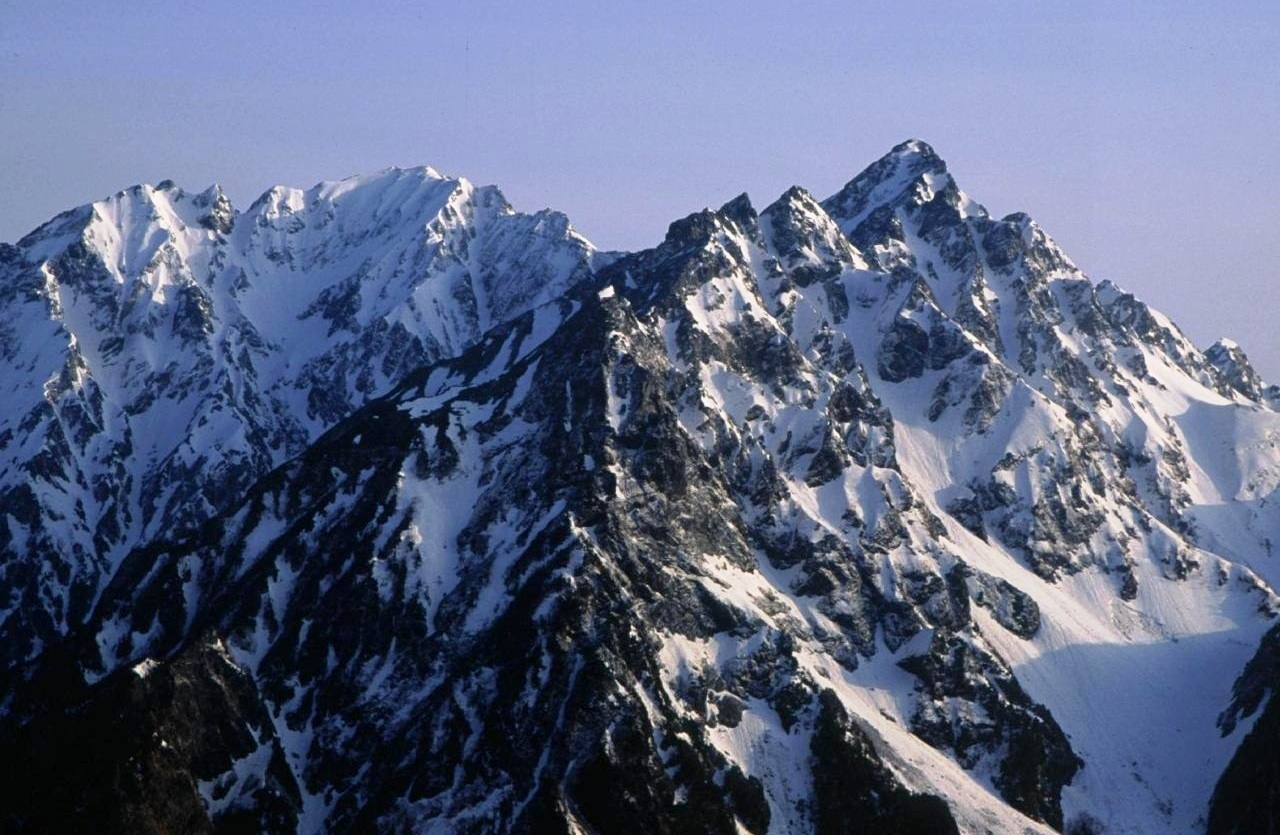
2. Hotaka

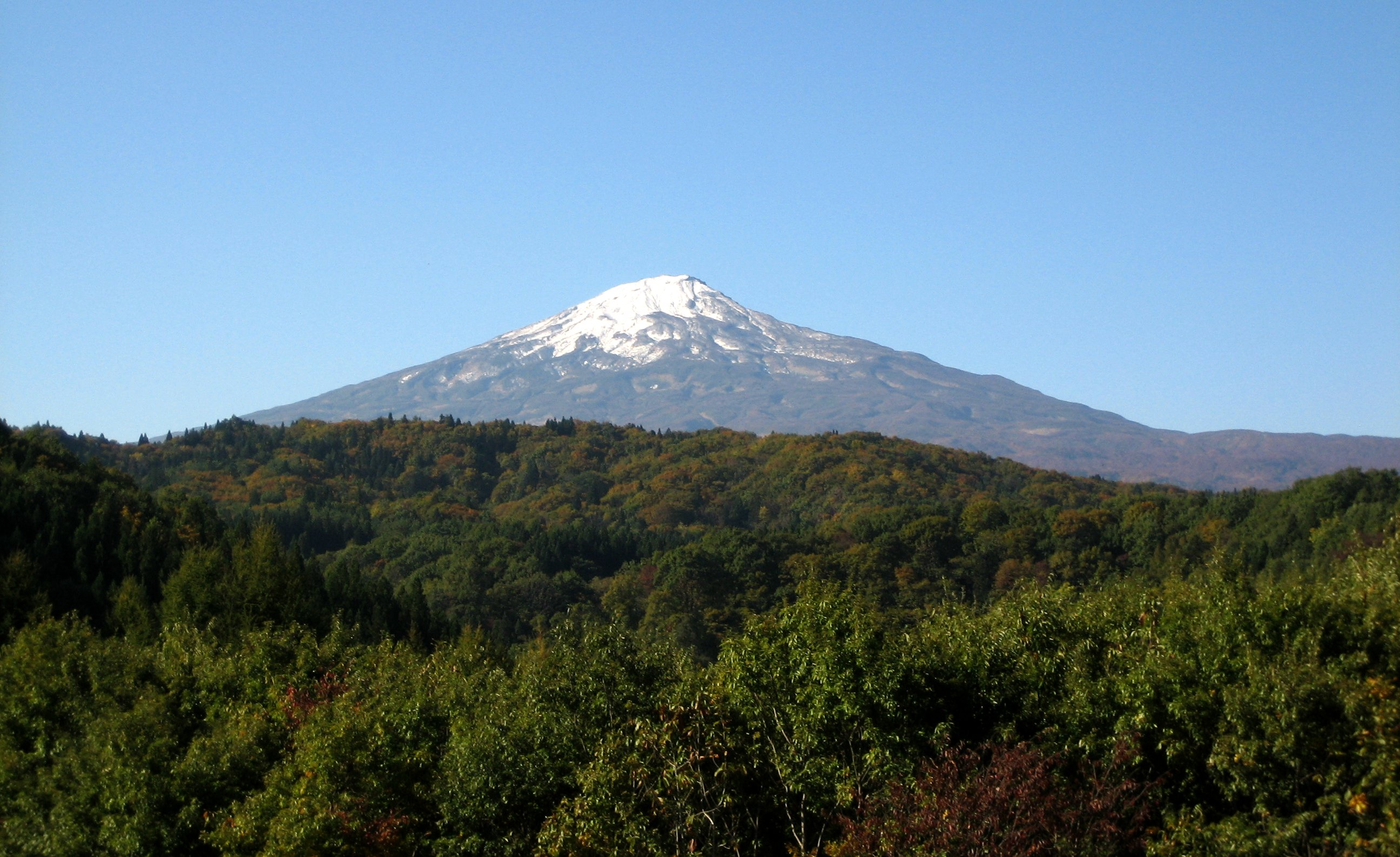
9. Čókai

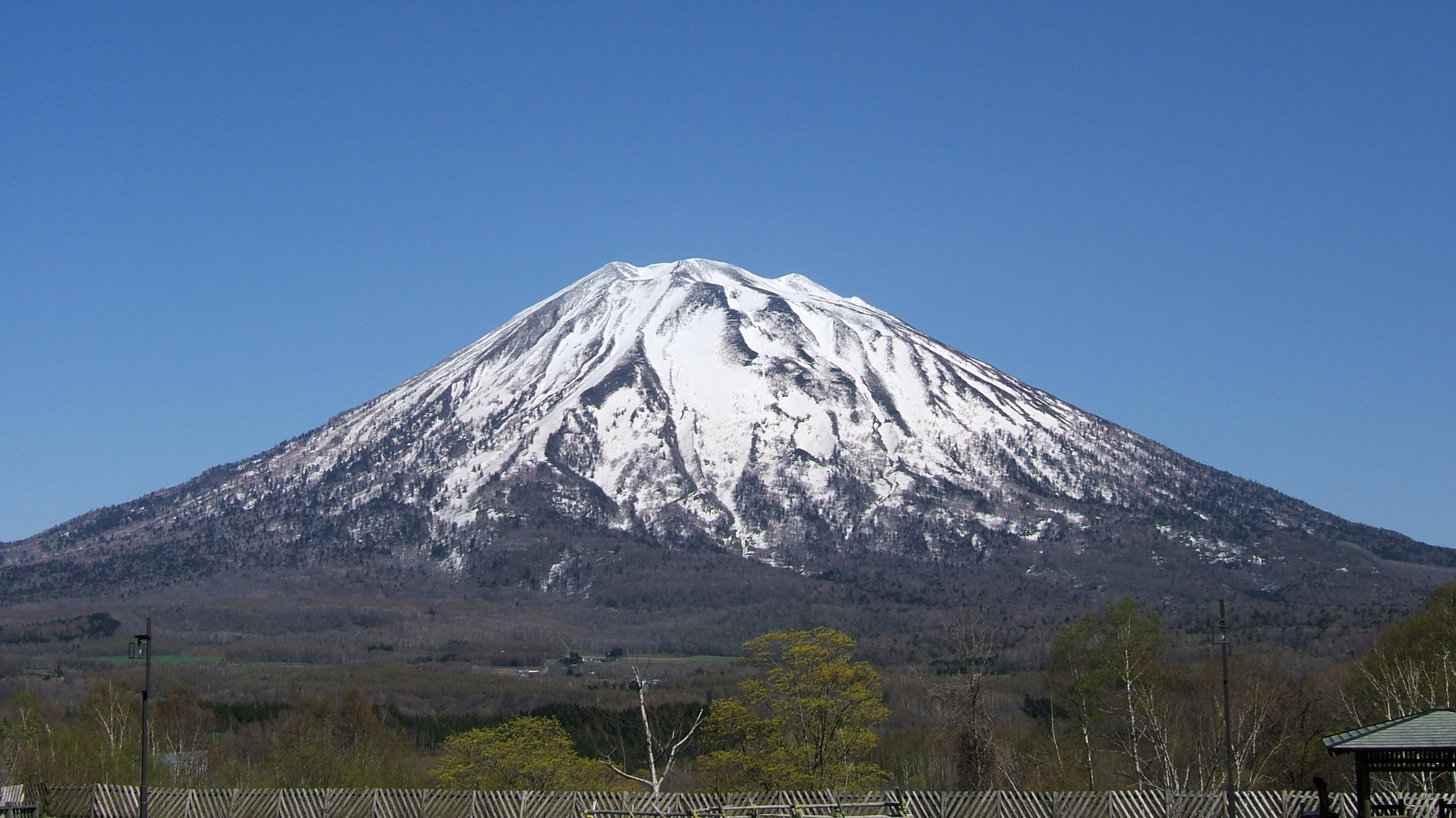
10. Jótei

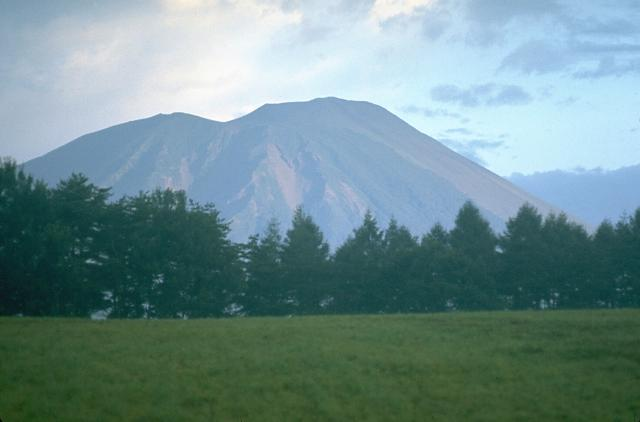
13. Iwate

Toto je seznam ultraprominentních vrcholů v Japonsku. Ultraprominentní vrchol má prominenci (převýšení od sedla) nad 1500 m.
| #   | Vrchol       | Ostrov   | Výška  | Promi nence | Klíč. sedlo |
| --- | ------------ | -------- | ------ | ----------- | ----------- |
| 01. | Fudži        | Honšú    | 3776 m | 3776 m      | 0000 m      |
| 02. | Hotaka       | Honšú    | 3190 m | 2307 m      | 0883 m      |
| 03. | Asahidake    | Hokkaidó | 2290 m | 2290 m      | 0000 m      |
| 04. | Kita         | Honšú    | 3192 m | 2239 m      | 0953 m      |
| 05. | Išizuči      | Šikoku   | 1982 m | 1982 m      | 0000 m      |
| 06. | Mijanoura    | Jakušima | 1936 m | 1936 m      | 0000 m      |
| 07. | Aka          | Honšú    | 2899 m | 1916 m      | 0883 m      |
| 08. | Haku         | Honšú    | 2702 m | 1897 m      | 0805 m      |
| 09. | Čókai        | Honšú    | 2236 m | 1891 m      | 0345 m      |
| 10. | Jótei        | Hokkaidó | 1898 m | 1878 m      | 0020 m      |
| 11. | Kudžú        | Kjúšú    | 1791 m | 1791 m      | 0000 m      |
| 12. | Kisokoma     | Honšú    | 2956 m | 1751 m      | 1205 m      |
| 13. | Iwate        | Honšú    | 2038 m | 1745 m      | 0293 m      |
| 14. | Hakkjó       | Honšú    | 1915 m | 1732 m      | 0183 m      |
| 15. | Riširi       | Riširi   | 1721 m | 1721 m      | 0000 m      |
| 16. | Ontake       | Honšú    | 3067 m | 1712 m      | 1355 m      |
| 17. | Hiuči        | Honšú    | 2462 m | 1637 m      | 0825 m      |
| 18. | Daisen       | Honšú    | 1729 m | 1634 m      | 0095 m      |
| 19. | Nikkó-Širane | Honšú    | 2578 m | 1613 m      | 0965 m      |
| 20. | Dainiči      | Honšú    | 2128 m | 1593 m      | 0535 m      |
| 21. | Curugi       | Šikoku   | 1955 m | 1540 m      | 0415 m      |